# Reginard de Lieja
Reginard de Lieja (altres ortografies Reginhard, Reginardus, Réginard…) fou príncep-bisbe del principat de Lieja de 1025 al 5 de desembre de 1038.

## Biografia
Tot i provenir de Lotaríngia Reginard no va eixir de la cort del rei. Era un col·laborador de l'arquebisbe de Colònia, Heribert, de 999 a 1021 i després degà de Bonn. Per a la seva investidura pel papa Joan XIX va fruir del suport de l'arquebisbe de Colònia. D'antuvi va refusar la nominació però tres dies més tard Joan va tornar a anomenar-lo.
El 1026 va fundar l'abadia de Florennes. El 1030 (25 de juliol, 8 o 25 d'agost) va consagrar l'església de l'abadia de Sant Jaume a Lieja. Vint-i-cinc monjos benedictins s'hi van instal·lar. El 1032 el principat va conèixer una gran fam endèmica i segons els cronistes de l'època i Reginard va mostrar la seva caritat en distribuir aliments a tres-cents pobres de Lieja tant com a Huy, Fosses-la-Ville i Dinant.
El 1033 es va construir el pont des Arches («pont de les arcades»), el primer pont al Mosa de la ciutat de Lieja, que va connectar la Place du Marché (plaça del mercat) passant per Neuvice (uns dels carrers més vells de la ciutat) amb Outre-Meuse, el barri a l'illa enllà del Mosa. El 12 d'agost de 1039, va exaltar els sants Monulf i Gondulf a Maastricht i consagrar-hi la nova església dedicada a Servaci.
Reginard va completar l'església fundada per Èracli dedicada a Llorenç al Publémont vers 968 i va afegir-hi els edificis conventuals on van residir una trentena de monjos de l'Orde de Sant Benet, vinguts de l'abadia de Sainte-Valve als afores de Verdun. Reginard va atorgar al convent terres que van assegurar-li els ingressos necessaris.
El 1037, es va aliar amb Gotelò de Lotaríngia i el comte Albert II de Namur. Junts vanformar un exèrcit per a defendre els interessos de l'emperador Conrad II a la batalla contra Odò II de Blois del 15 de novembre a la plana d'Honol, entre Bar-le-Duc i Verdun. Tot i que les milícies conduïdes per Reginard van tenir un paper important en la victòria, Reginard morir el 5 de desembre del mateix any de les conseqüències d'una ferida ocorreguda a la batalla.
Els monjos de l'abadia de Sant Llorenç de Lieja van dedicar-li un mausoleu prop de l'altar major de la seva església.